# 아그니에슈카 바그네르
아그니에슈카 바그네르(폴란드어: Agnieszka Wagner, 1970년 12월 17일~)는 폴란드의 배우이다.

## 작품 목록

### 영화
- 아웃 오브 리치 (2004년) - 캐시아 라토 역
- 마지막 블루스 (2002년)
- 쿼바디스 도미네 (2001년)
- 화이트 레이븐 (1998년)
- 휴전 (1997년)
- 샤만카 (1996년)
- 쉰들러 리스트 (1993년)
- 벨테네브로스 (1991년)